# Kóny
Kóny é um município da Hungria, situado no condado de Győr-Moson-Sopron. Tem 28,87 km² de área e sua população em 2015 foi estimada em 2.640 habitantes.